# Klein, klein kleutertje (kinderlied)

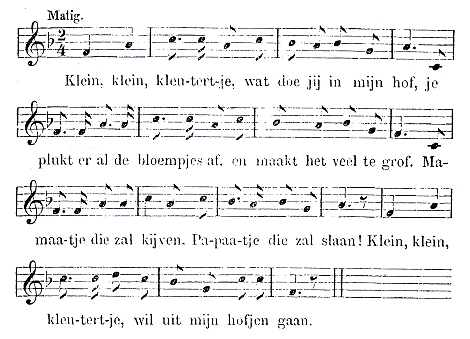
Een van de vele varianten van het kinderliedje 'Klein, klein kleutertje', zoals opgetekend in Van Vlotens Nederlandsche baker- en kinderrijmen (uitgave van 1874). De Liederenbank bevat 91 varianten van dit liedcomplex. Slot van deze variant:
'Mamaatje die zal kijven
Papaatje die zal slaan!
Klein, klein kleutertje
Wil uit mijn hofjen gaan.'

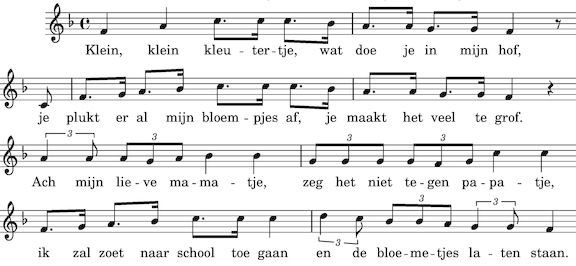
Andere variant, in tekst en melodie, van hetzelfde kinderliedje; oudste vindplaats van deze tekst in Goeverneurs Kinderdeuntjes en wiegeliedjes (ca. 1875). Slot van deze variant:
'Ach, mijn lieve mamaatje
Zeg het niet tegen papaatje
Ik zal zoet naar school toe gaan
En de bloemetjes laten staan'.

Klein, klein kleutertje is een traditioneel, anoniem overgeleverd kinderliedje.

## Oudste vindplaatsen van het liedje
De oudste bron in de Nederlandse Liederenbank van het Meertens Instituut is het tijdschrift Wodana (Gent, 1843). In het tijdschrift worden twee varianten van het liedje gegeven: 'Klein, klein kleuterken, / Wat doedegy in mynen hof?' en 'Klein, klein kleutergat, / Wat doet gy in den hof?'
Het oudste liedboek dat dit liedje heeft opgenomen, is Oude Vlaemsche liederen, samengesteld door J.F. Willems (1848). De tekst gaat daar als volgt:
Klein, klein kleuterken!
Wat doede gy in mijnen hof?
Gy plukt er al de bloemkens af,
Gy maekt het al te grof.
Mamaken die zal kijven,
Papaken die zal slaen;
Klein, klein kleuterken,
Maek u maer gauw van daen.
Florimond van Duyse geeft in Het oude Nederlandsche lied (1905) bij dit liedje als toelichting: "Kleuter = vroolijk kindje, wordt afgeleid van kleuteren = ratelaar, geraasmaker". Van Duyse geeft verschillende varianten van de tekst, waaronder 'Kleen, kleen kreukelzetje, / wat doet gy in dat hof?' en 'Kleen, kleen kloterspaan, / wat doet j' hier in mijn hof?'
De melodie van deze versie komt niet overeen met de melodie van het huidige liedje.

### Ouderdom liedje
Dat de oudste vindplaatsen teruggaan in de negentiende eeuw, wil niet zeggen dat het liedje uit deze periode stamt. Sinds halverwege de negentiende eeuw werden er, onder invloed van de Romantiek, veel volksliedjes verzameld en uitgegeven. Het liedje kan echter ouder zijn en in de mondelinge overlevering lange tijd zijn doorgegeven, voordat het voor het eerst werd opgetekend.

## Nederlandse tekst
Volksliedjes kennen, door hun mondelijke overlevering, vaak vele (regionale en/of tijdgebonden) varianten in zowel tekst als melodie. De huidige tekst van het liedje gaat gewoonlijk als volgt.
Klein, klein kleutertje
Wat doe je in mijn hof?
Je plukt er alle bloempjes af
En maakt het veel te grof.
Ach/O, mijn lieve mamaatje
Zeg het niet tegen papaatje
Ik zal zoet naar school toe gaan
En de bloempjes/bloemetjes laten staan.
In de laatste vier regels wordt niet langer de kleuter aangesproken, maar antwoordt de kleuter op de aanmerking.

## Vlaanderen
De versie zoals ze in Vlaanderen bekend geworden is, door het programma van Tante Terry, staat dichter bij die oudere versie:
Klein klein kleutertje,
Wat doe je in mijn hof?
Je plukt er alle bloempjes af
En maakt het veel te grof
Mamaatje die zal kijven
Papaatje die zal slaan
Klein klein kleutertje
Ga hier maar gauw vandaan
Doordat de normen in verband met opvoeding met de jaren zijn veranderd, is deze versie waarin vader slaat, minder voor de hand liggend geworden om te zingen.

## Duitse versie
Zowel Willems als Van Duyse vermelden in hun liedboek ook oudere, Duitstalige varianten, waaronder het Nederduitse:
Puthöneken, Puthöneken,
wat deist in unsen Går'n?
Du plückst uns all de Blömkens aff,
du måkst er all to groff.
Mamaken de wärd kiewen,
Papaken de wärd schlån;
Puthöneken, Puthöneken,
wat deist in unsen Går'n?
Puthöneken is een Nederduits woord waarmee een hoentje wordt geroepen. Van Duyse vermeldt het jaartal 1807 als datering voor deze versie.

## In populaire cultuur
- In Den Haag werd een peuterspeelzaal van de Stichting "Klein, Klein Kleutertje" naar het liedje vernoemd.
- Terry Van Ginderen presenteerde samen met haar pratende eekhoorn 'Kraakje Pluimstaart' van 1961 tot 1979 een kinderprogramma genaamd: "Klein, klein kleutertje"" op de BRT.[5]
- Kris De Bruyne zong in 1968 een Dylan-achtige versie van Klein Klein Kleuterke op het Skifflefestival van Hove. Daar werd hij ontdekt door Wannes Van de Velde.[6]
- Hans Teeuwen maakte er een hilarisch-dramatische versie van in zijn zaalshow "Industry of Love" (2004). Hierbij wordt hij agressief over de aanwezigheid van de kleuter in zijn tuin en valt in een depressie.[7]
- In 2004 nam Kamagurka het lied op voor het Kapitein Winokio-project, op de plaat "Kapitein Winokio zag een beer".[8]